# Setina aurantiaca
Setina aurantiaca là một loài bướm đêm thuộc phân họ Arctiinae, họ Erebidae.